# Caça del cérvol

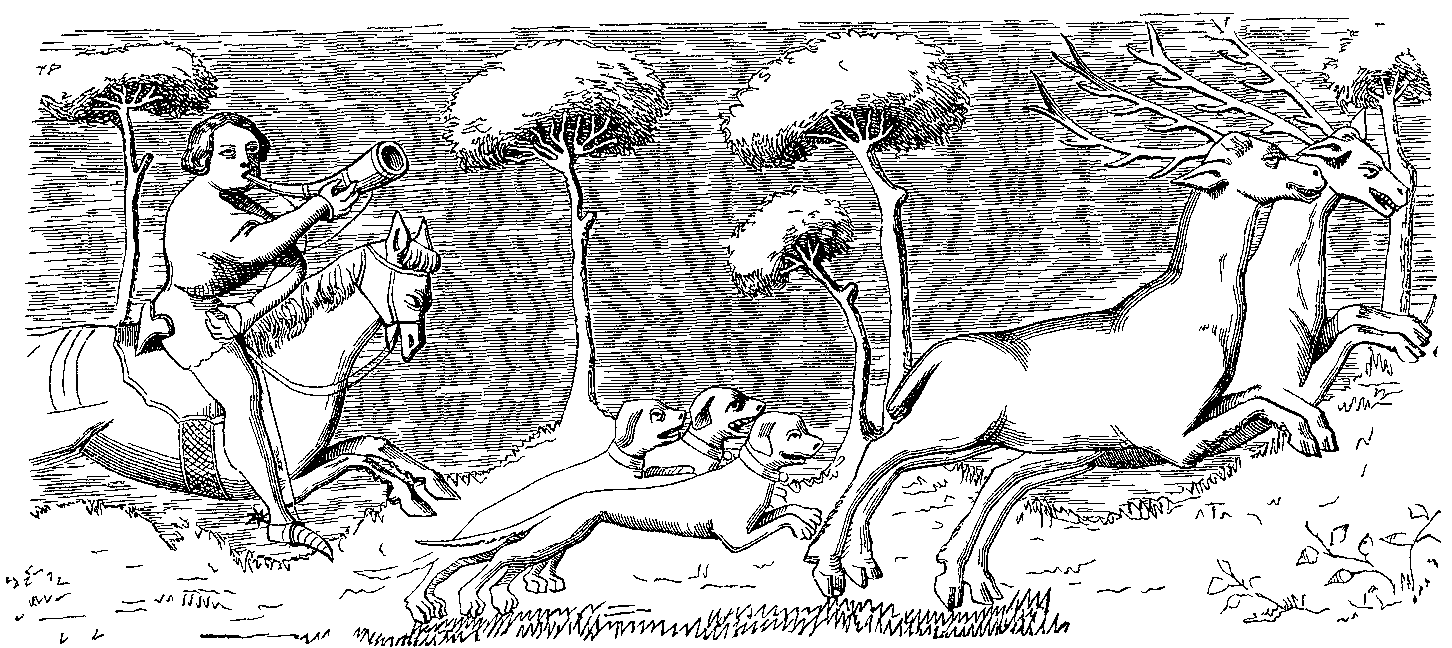
"Naturalesa i aparença del cérvol "pres del" Livre du Roy Modus, "creat al.

En teoria de jocs, la caça del cérvol és un joc que descriu un conflicte entre seguretat i cooperació social. Altres noms per a aquest joc o les seves variants són "joc de la seguretat", "joc de coordinació" i "dilema de la credibilitat". Jean-Jacques Rousseau va descriure una situació en què dos individus van a caçar. Cada un tria caçar un cérvol o una llebre. Cada jugador ha de triar una acció sense conèixer la de l'altre. Si un individu caça un cérvol, ha de cooperar amb el seu company per tenir èxit. Un jugador individual pot caçar una llebre per si mateix, però una llebre val menys que un cérvol. Aquesta situació es considera una analogia important amb la cooperació social.
Un exemple de la matriu de recompenses per a la caça del cérvol seria:
|        | Cérvol | Llebre |
| Cérvol | 4, 4   | 0, 3   |
| Llebre | 3, 0   | 3, 3   |

## Definició formal
Formalment, una caça del cérvol és un joc amb dos estratègies pures d'equilibri de Nash - una és risc dominant i l'altra és recompensa dominant. La matriu de recompenses mostrada a la dreta il·lustra una caça del cérvol, on {\displaystyle a>b\geq d>c}. Sovint, els jocs amb una estructura similar, però sense un equilibri de Nash de risc dominant reben també el nom de caça del cérvol. Per exemple si  a  = 2,  b  = 1,  c  = 0, i  d  = 1. Mentre que (Llebre, Llebre) és un equilibri de Nash, no és de risc dominant. No obstant això molts cridarien a aquest joc caça del cérvol.
A més d'un equilibri de Nash d'estratègia pura, existeix un equilibri de Nash d'estratègia barrejada. Aquest equilibri depèn de les recompenses, però la condició de risc dominant posa un límit a l'equilibri de Nash d'estratègia barrejada. Cap recompensa pot generar un equilibri d'estratègia barrejada en el qual es jugui un cérvol amb una probabilitat més alta que un mitjà. Aquí es mostren les correspondències de millor resposta.

## La caça del cérvol i la cooperació social
Encara que molts autors destaquen el Dilema del presoner com el joc que millor representa el problema de la cooperació social, alguns creuen que la caça del cérvol representa un context tant (o més) interessant en el qual estudiar la cooperació i els seus problemes (per a més informació vegeu Skyrms 2003).
Hi ha una relació substancial entre la caça del cérvol i el dilema del presoner. En biologia moltes circumstàncies que s'han associat amb el dilema del presoner també es poden interpretar com caça del cérvol, depenent de la manera com sigui premiada l'adaptació al medi. És també el cas d'algunes interaccions humanes que semblen dilemes del presoner però podrien ser de fet caces del cérvol. Per exemple, suposem que tenim un dilema del presoner com el mostrat.
Però a vegades els jugadors que traeixen els que cooperen són castigats per la seva traïció. Per exemple, suposem que el càstig esperat és -2, llavors la imposició d'aquest càstig converteix el dilema del presoner en una caça del cérvol.

## Exemples de caça del cérvol
Més de l'exemple suggerit per Rousseau, David Hume proporciona un conjunt d'exemples que són caces del cérvol. Un d'ells consisteix que dos individus han de remar dins d'un pot. Si els dos trien remar llavors podran moure el pot. No obstant això, si un d'ells no rema, l'altre gastarà les seves energies. En el segon exemple de Hume dos veïns volen drenar un prat. Si els dos treballen en el drenatge tenen èxit, però si un no fa la seva part el prat no es drenarà.
Hi ha moltes conductes animals que representen caces del cérvol. Per exemple, la coordinació del floridura del llot. En moments de tensió, aquests bacteris s'agregaran per formar un cos major. Si totes actuen juntes es podran reproduir, però, l'èxit depèn de la cooperació de molts bacteris. A més, les pràctiques de caça de l'orca són un exemple de caça del cérvol. Les orques cooperen acorralant grans bancs de peixos fins a la superfície i els atordeixen copejant-los amb les seves cues. Atès que aquesta estratègia requereix que els peixos no tinguin forma d'escapar, cal la cooperació de moltes orques.